# Apristurus gibbosus
Apristurus gibbosus е вид хрущялна риба от семейство Scyliorhinidae.

## Разпространение
Видът е разпространен в Китай, Провинции в КНР и Тайван.

## Описание
На дължина достигат до 4,1 m.